# Nút giao thông Cây Gõ
Nút giao thông Cây Gõ là nút giao thông nằm trên địa bàn Quận 6 và Quận 11, Thành phố Hồ Chí Minh. Đây là nơi giao nhau giữa các tuyến đường Hồng Bàng, Ba Tháng Hai và Minh Phụng.
Trước đây nút giao được tổ chức giao thông theo dạng vòng xoay, tại trung tâm đảo giao thông có dựng tượng vua Lê Lợi từ trước năm 1975. Địa điểm này còn có một tên gọi ít thông dụng hơn là Công trường Duy Linh. Năm 2013, thành phố triển khai xây dựng cầu vượt thép, vòng xoay bị dỡ bỏ và tượng đài Lê Lợi bị dời về công viên Phú Lâm khi thi công cầu vượt.
Cầu vượt thép Cây Gõ thép có dạng hình chữ Y với nhánh chính trên đường Hồng Bàng và nhánh phụ nối vào đường Ba Tháng Hai. Cầu có 14 nhịp, gồm trục chính từ đường Hồng Bàng với hai làn xe chạy, dài 303 m, rộng 12–15 m và một trục phụ từ đường Ba Tháng Hai nối vào đường Hồng Bàng đi ngã ba An Lạc và đổ về các tỉnh miền Tây, dài 234 m, rộng 7 m. Tổng chi phí khoảng 314 tỉ đồng. Cầu khởi công ngày 27 tháng 4 năm 2013, khánh thành ngày 19 tháng 10 năm 2013.

## Hình ảnh

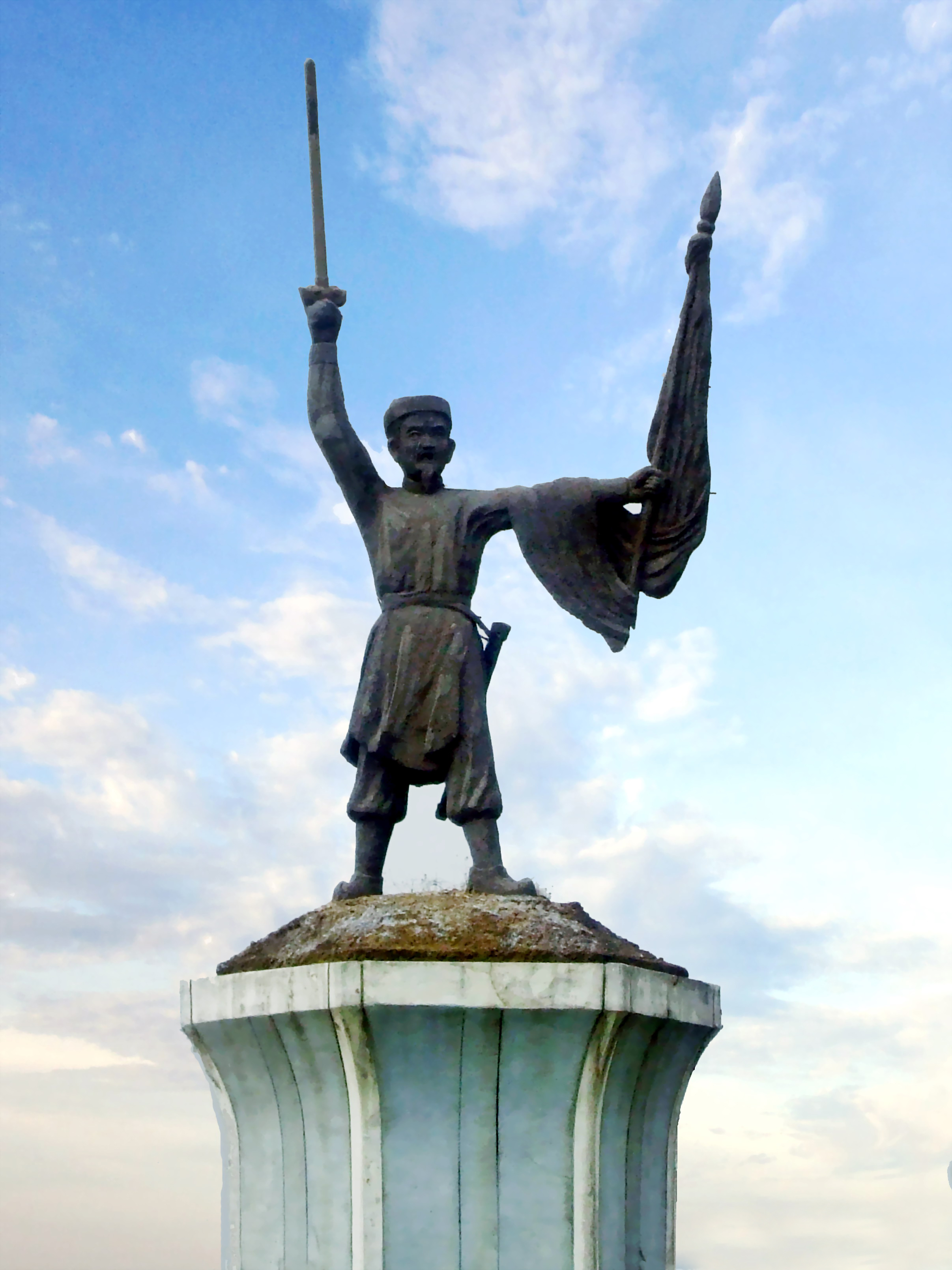
Tượng Bình Định Vương Lê Lợi
Trục phụ từ đường Ba Tháng Hai, Quận 11
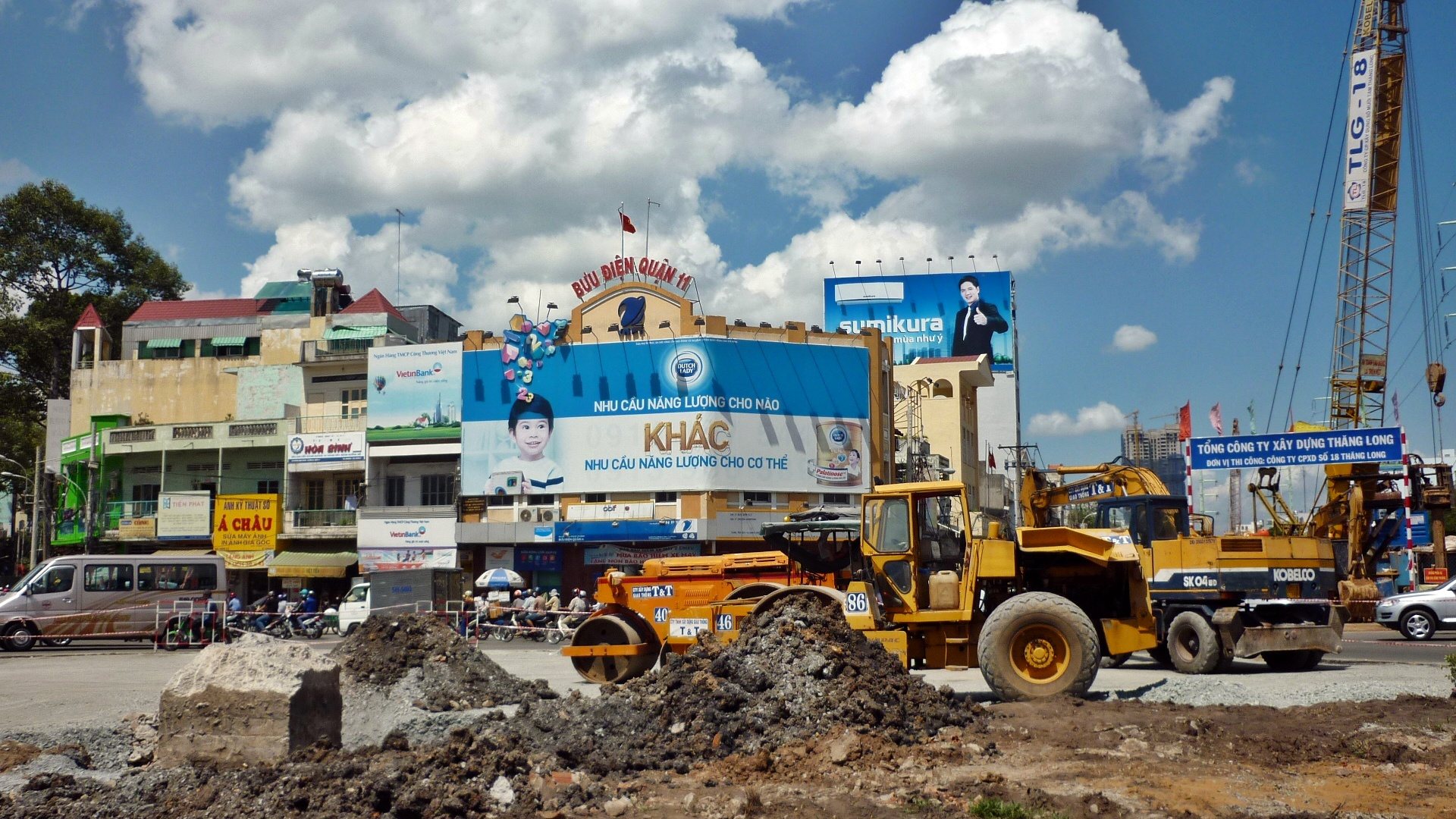
Công trường xây dựng